# Communauté de communes d'Aure
Pour les articles homonymes, voir Aure.
La communauté de communes d'Aure est une ancienne communauté de communes française, située dans le département des Hautes-Pyrénées et la région Occitanie. Elle a fusionné au 1er janvier 2017 avec la communauté de communes Aure Louron.

## Composition
Elle était composée des communes suivantes :
| Nom            | Code Insee | Gentilé        | Superficie (km2) | Population (dernière pop. légale) | Densité (hab./km2) |
| -------------- | ---------- | -------------- | ---------------- | --------------------------------- | ------------------ |
| Arreau (siège) | 65031      | Aurois         | 11,07            | 798 (2014)                        | 72                 |
| Ardengost      | 65023      | Ardengostois   | 5,82             | 11 (2014)                         | 1,9                |
| Aspin-Aure     | 65039      | Aspinaurois    | 12,27            | 53 (2014)                         | 4,3                |
| Beyrède-Jumet  | 65092      |                | 15,90            | 192 (2014)                        | 12                 |
| Camous         | 65122      |                | 3,29             | 24 (2014)                         | 7,3                |
| Fréchet-Aure   | 65180      | Fréchetais     | 3,40             | 12 (2014)                         | 3,5                |
| Ilhet          | 65228      | Ilhetois       | 8,02             | 122 (2014)                        | 15                 |
| Jézeau         | 65234      | Jézeous        | 12,20            | 102 (2014)                        | 8,4                |
| Pailhac        | 65354      | Pailhacais     | 0,99             | 66 (2014)                         | 67                 |
| Sarrancolin    | 65408      | Sarrancolinois | 32,10            | 577 (2014)                        | 18                 |

## Démographie
| 1999  | 2009  | 2012 |
| ----- | ----- | ---- |
| 2 200 | 1 872 | -    |

## Liste des Présidents successifs
| Période                                  | Période  | Identité         | Étiquette | Qualité |
| ---------------------------------------- | -------- | ---------------- | --------- | ------- |
| 2003                                     | 2014     | Guy Vidailhet    |           |         |
| 2014                                     | en cours | Philippe Carrère |           |         |
| Les données manquantes sont à compléter. |          |                  |           |         |